# Paramesochra orotavae
Paramesochra orotavae is een eenoogkreeftjessoort uit de familie van de Paramesochridae. De wetenschappelijke naam van de soort is voor het eerst geldig gepubliceerd in 1958 door Noodt.